# 17. (vzhodnobosanska) divizija (NOVJ)
17. (vzhodnobosanska) divizija je bila partizanska divizija, ki je delovala v sklopu NOV in POJ v Jugoslaviji med drugo svetovno vojno.

## Zgodovina
Divizija je bila ustanovljena 2. julija 1943. Ob ustanovitvi je divizija imela dve brigadi in odred ter okoli 1.500 borcev.

## Sestava
Julij 1943
- 6. (vzhodnobosanska) brigada
- 15. majeviška brigada
- Majeviški NOG odred

## Poveljstvo
Poveljniki
- Gligo Mandić

Politični komisarji
- Branko Petričević